# Söhlde
Söhlde ist eine Gemeinde im äußersten Nordosten des Landkreises Hildesheim; sie grenzt an die Landkreise Peine und Wolfenbüttel sowie an die Stadt Salzgitter.
Der Verwaltungssitz liegt im Ortsteil Söhlde, der mit der Gebietsreform von 1974 auch Namensgeber für die neue Gemeinde wurde. Mit knapp 8000 Einwohnern zählt Söhlde zum Durchschnitt im Vergleich mit den anderen Gemeindegrößen im Landkreis.

## Geografie

### Geografische Lage
Topografisch liegt die Gemeinde Söhlde in der Hildesheimer Börde bzw. streng genommen schon in der sich östlich anschließenden Ilseder Börde (vgl. Braunschweig-Hildesheimer Lößbörde) am Übergang des Harzvorlandes zur Norddeutschen Tiefebene. Die Mittelgebirgsschwelle liegt im Süden des Gemeindegebietes am Höhenzug Vorholz, der zum Innerstebergland zählt. An der nordöstlichen Kreisgrenze des Landkreises Hildesheim bildet die Fuhse die Grenze zum Landkreis Peine. Das Gemeindegebiet wird von den Bundesstraßen B 1 und B 444 sowie der Bahnstrecke Hildesheim–Braunschweig (Bahnhof Hoheneggelsen) durchquert.

### Gemeindegliederung
Die Gemeinde Söhlde besteht aus folgenden Ortschaften (Einwohnerzahl in Klammern):
- Bettrum (737)
- Feldbergen (387)
- Groß Himstedt (559)
- Hoheneggelsen (1843)
- Klein Himstedt (214)
- Mölme (132)
- Nettlingen (1375)
- Söhlde (Gemeindesitz) (2479)
- Steinbrück (107)

(Stand: 31. März 2022)

## Geschichte
Das Dorf Söhlde gehörte zur Go Eggelsen. Diese kam 1446 endgültig zur Burg Steinbrück. Durch die Hildesheimer Stiftsfehde fiel 1523 das Amt Steinbrück an Braunschweig. Im Kriege des Markgrafen Albrecht von Brandenburg-Kulmbach gegen Herzog Heinrich II. wurde am 20. Juni 1553 Söhlde durch die Truppen des Markgrafen niedergebrannt. Im Jahre 1592 gab es dort vier Ackerleute, acht Halbspänner und 72 Kotsassen. Das Amt Steinbrück kam 1643 an Hochstift Hildesheim zurück. Am 19. Februar 1644 wurde in Söhlde ein Meierding gehalten. Zu den an das Amt Steinbrück zu leistenden Diensten gehörten u. a. die Saat-Tage. Jeder Einwohner, der Pferde hielt, musste in der Saatzeit einen Tag mit dem Pfluge dienen oder 8 Gotegroschen (96 Pfennig) bezahlen. In der Erntezeit hatte jeder Einwohner fünf Tage Erntedienst zu leisten oder für jeden Tag 48 Pfennig zu entrichten.

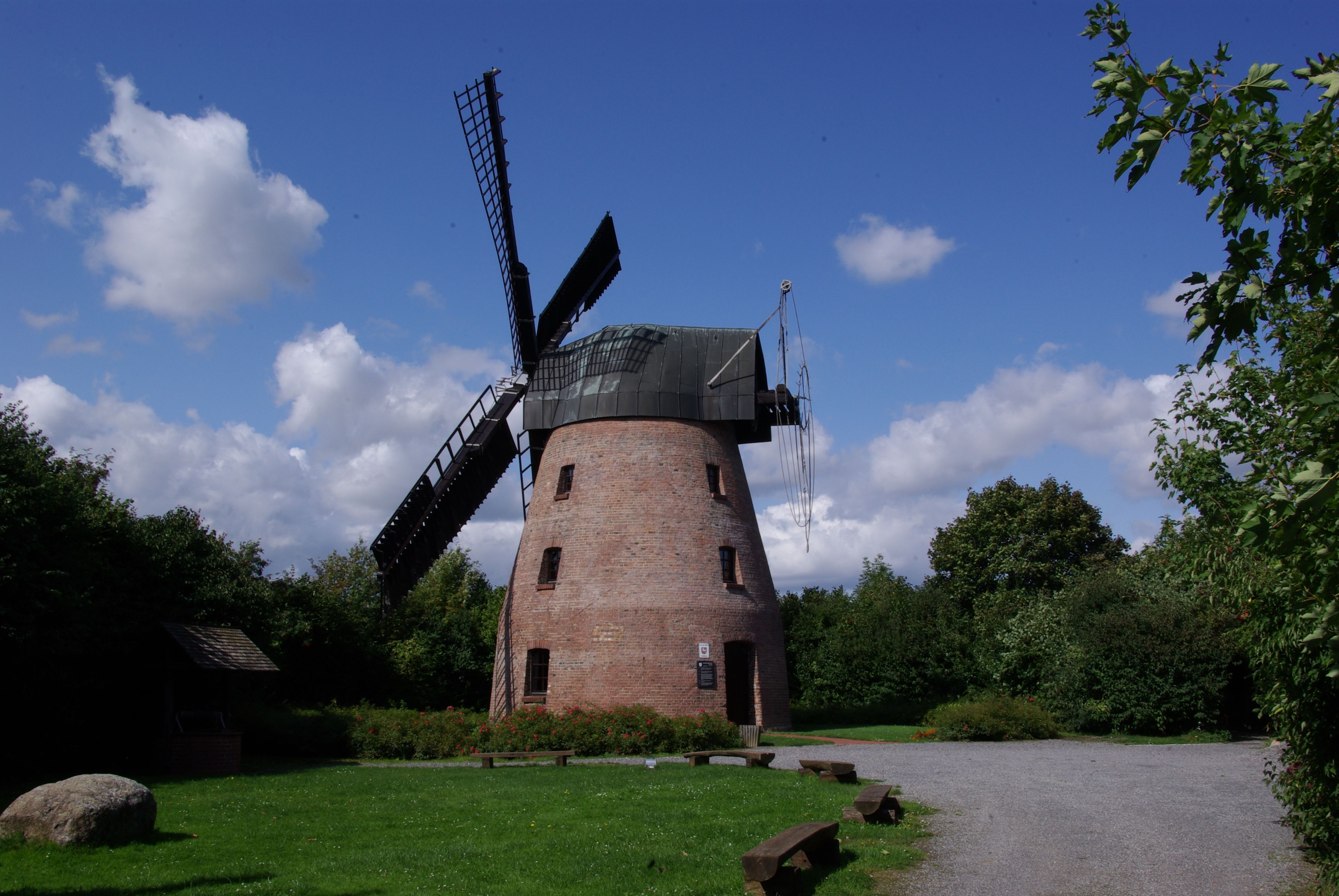
Patentmühle, heute das Standesamt

Der Glaser Christoph Behrens entdeckte um 1820, dass sich die geschabten Steine aus dem südlich des Dorfs liegenden Kreiderücken vorzüglich zur Herstellung von Kitt eigneten. Behrens errichtete 1862 die erste von Windkraft getriebene Kreidemühle und wurde so Begründer der blühenden Söhlder Kreideindustrie.

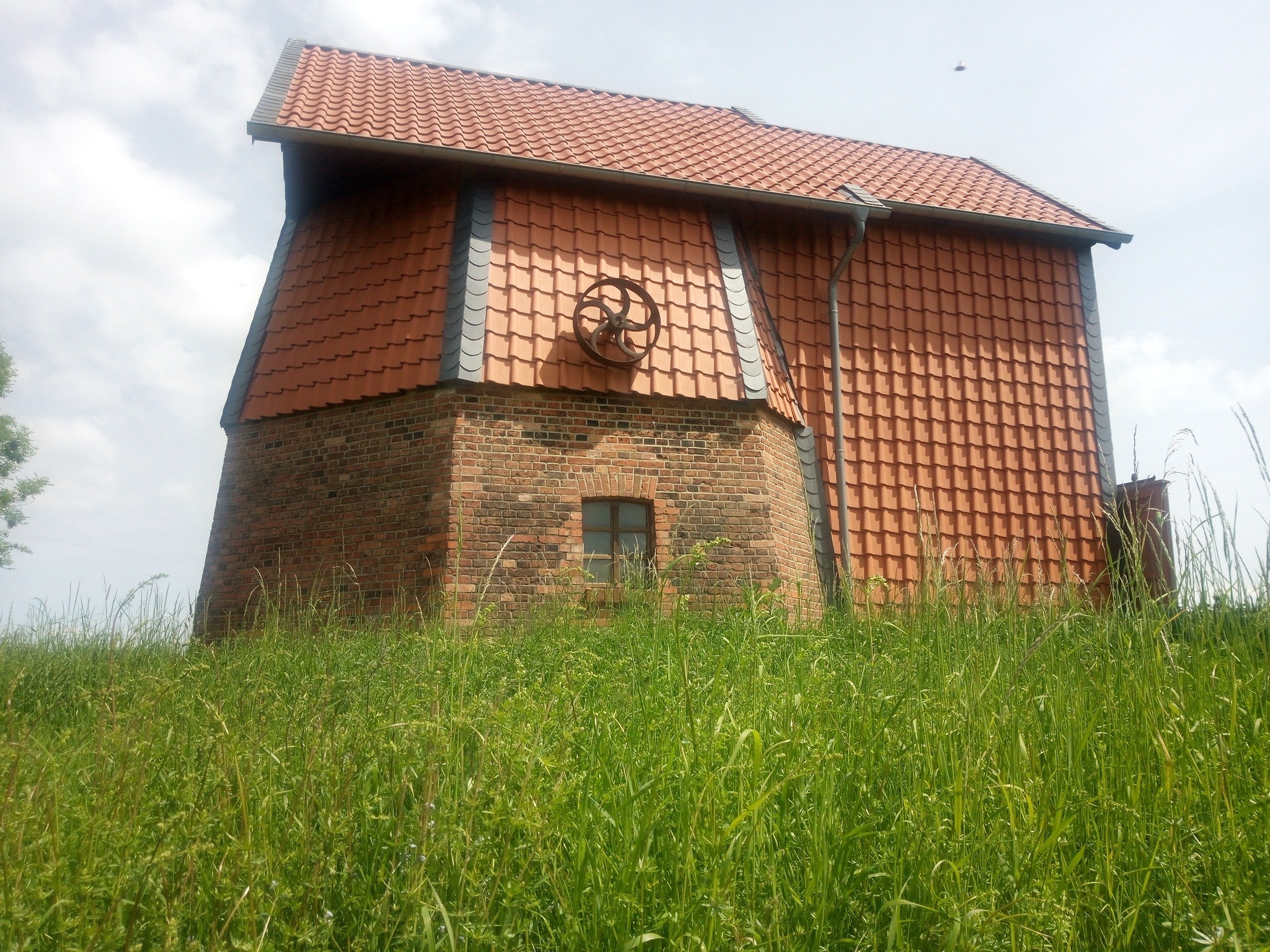
Die restaurierte Kreidemühle von C. Behrens

Im Laufe der Zeit entstanden zahlreiche Kreidewerke. Die Gewinnung und Verarbeitung der Kreide hatte in der Folge beträchtliche Auswirkungen auf die gewerbliche Struktur der Gemeinde und auf das Ortsbild. Auffälligstes Anzeichen war die Vielzahl von Windmühlen, von denen die meisten zur Vermahlung des Kalkgesteins dienten. Es existierten in Söhlde 14 Windmühlen, die fast alle der Kreideverarbeitung dienten, so dass Söhlde gegen Ende des 19. Jahrhunderts als mühlenreichstes Dorf Europas galt. Im Jahre 1906 bauten die Kreidehersteller ein Elektrizitätswerk, das alle Kreidewerke, den Ort Söhlde und die meisten Orte der Umgebung mit Strom versorgte. Die Windmühlen verloren dadurch ihre Bedeutung.
Während des Zweiten Weltkriegs forderte der Abwurf von Sprengbomben über der Ortschaft Söhlde am 12. August 1944 neun Todesopfer; ein Wohnhaus wurde zerstört.
Die heutige Gemeinde Söhlde wurde bei der Gebietsreform, die am 1. März 1974 in Kraft trat, durch den Zusammenschluss der Altgemeinde Söhlde mit den Gemeinden Bettrum, Feldbergen, Groß Himstedt, Hoheneggelsen, Klein Himstedt, Mölme, Nettlingen und Steinbrück neu gebildet.:209 Wegen der Unzufriedenheit mit der Namensgebung, vor allem im Ortsteil Hoheneggelsen, wurde die Gemeinde mit Wirkung vom 1. Mai 1981 durch ein niedersächsisches auch als „Reformkorrekturgesetz“ bezeichnetes Gesetz in Hoheneggelsen umbenannt.:219 Durch Urteil des Bundesverfassungsgerichts vom 12. Januar 1982 wurde diese Umbenennung jedoch als ein unzulässiger Eingriff in das Namensrecht der Gemeinde für nichtig erklärt, und am 7. April 1982 erfolgte die erneute Umbenennung zurück zu Söhlde.:813

## Religion
Die Mehrzahl der Einwohner gehört der evangelisch-lutherischen Glaubensrichtung an. Die Reformation in der Gemeinde Söhlde wurde 1543 durch den Schmalkaldischen Bund eingeführt. Die sechs evangelischen Kirchengemeinden haben sich zum Kirchengemeindeverband Söhlde zusammengeschlossen. Gemeinsame Arbeitsschwerpunkte bilden hierbei die Arbeit mit Kindern, Konfirmanden und Jugendlichen, Besuchsdienstkreis, regionale Gottesdienste. Zur evangelisch-lutherischen Kirchenregion Söhlde gehören insgesamt zehn Kirchen. Erwähnenswert ist die im Jugendstil vermalte St. Martinskirche in Bettrum, die Wehrkirche in Hoheneggelsen mit Kolumbarium und die St.-Marien-Kirche in Nettlingen mit einem modern gestalteten Wandfries.
Zentraler Treffpunkt für die Jugendarbeit ist die Jugendscheune Heinrich Dammann in Bettrum. Mit Spendengeldern der Heinrich-Dammann-Stiftung und der EU wurde in den Jahren 2008/2009 die einstige Pfarrscheune zur Jugendscheune um- und ausgebaut.
Zudem wurde im Juli 2022 auf dem Gelände des Freibades, im ehemaligen Schankraum des Kiosks, ein neuer Jugendraum eröffnet. Auch hier ermöglichte die Heinrich-Dammann-Stiftung, den Raum nach den Wünschen und Bedürfnissen der Jugendlichen einzurichten. Der Betrieb wird durch den Verein Jugendland Söhlde e.V abgesichert, welcher das Ziel hat, bei Planung und Gestaltung von Angeboten, sowie bei Organisations- und Verwaltungsaufgaben zu unterstützen.
Die katholische Pfarrgemeinde wurde am 1. Februar 1653 gegründet. Sie gehört zum Dekanat Braunschweig. Die Kirche der Gemeinde, Mariä Himmelfahrt, steht in Steinbrück und wurde 1786 erbaut. Zum 1. November 2006 wurde das Dekanat Peine im Bistum Hildesheim aufgelöst. Die diesem Dekanat zugeordneten Pfarrgemeinden, zu denen Steinbrück gehörte, wurden dem Dekanat Braunschweig eingegliedert. Die katholische Kirche in Söhlde befindet sich in einer Diaspora-Situation, denn nur etwa 15 % sind dieser Konfession zugehörig.

## Politik
- SPD: 8
- Grüne: 1
- FDP: 1
- UWG: 2
- CDU: 8

### Gemeinderat
Der Gemeinderat der Gemeinde Söhlde besteht aus 20 Ratsfrauen und Ratsherren. Dies ist die festgelegte Anzahl für eine Gemeinde mit einer Einwohnerzahl zwischen 7.001 und 8.000 Einwohnern. Die 20 Ratsmitglieder werden durch eine Kommunalwahl für jeweils fünf Jahre gewählt. Die aktuelle Amtszeit beginnt am 1. November 2016 und endet am 31. Oktober 2021.
Stimmberechtigt im Rat der Gemeinde ist außerdem der hauptamtliche Bürgermeister René Marienfeld (parteilos).
Die letzte Kommunalwahl vom 11. September 2016 ergab das folgende Ergebnis (in Klammern Veränderung zur Wahl 2011):
- SPD – 8 Sitze (−2)
- CDU – 8 Sitze (±0)
- UWG – 2 Sitze (+1)
- Grüne – 1 Sitz (±0)
- FDP – 1 Sitz (+1)

### Bürgermeister
Hauptamtlicher Bürgermeister der Gemeinde Söhlde ist der parteilose René Marienfeldt. Bei der letzten Bürgermeisterwahl am 12. September 2021 wurde er mit 79,08 % gewählt.

### Ortsrat
Anders als der Gemeinderat, der für alle Ortsteile der Gemeinde Söhlde zuständig ist, wird der Ortsrat nur für den gleichnamigen Ortsteil gewählt.
Nach den Kommunalwahlen in Niedersachsen 2016 verteilen sich die neun Sitze im Ortsrat wie folgt (in Klammern Veränderung zur Wahl 2011):
- SPD: 7 Sitze (±0)
- CDU: 2 Sitze (±0)

### Ortsbürgermeister
Ortsbürgermeisterin ist Carola Nitsche (SPD).

### Wappen
Das Wappen der Gemeinde Söhlde zeigt in Rot die silberne Kehrwiederkirche Steinbrück mit goldenem Knauf und Kreuz. Die Kehrwieder-Kirche in Steinbrück ist der einstöckige Rest eines Rundturmes mit Kegeldach und Laterne.

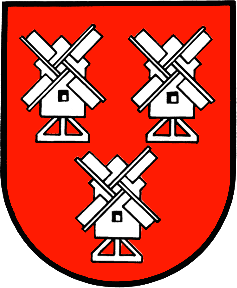
Wappen des Orts Söhlde

Die Ortschaften haben eigene Wappen, so z. B. Söhlde (Ortschaft) drei silberne Bockwindmühlen auf Rot, Hoheneggelsen roter Doppeladler auf Gold.

## Wirtschaft und Infrastruktur
Wirtschaftlich ist die Gemeinde von der Landwirtschaft geprägt; die Lage in der Hildesheimer Börde mit ihren fruchtbaren Böden ist ausschlaggebender Faktor hierfür. Neben  der Landwirtschaft ist die Ortschaft Söhlde vor allem durch den Kreideabbau geprägt. Das Abbaugebiet zählt zu den größten Kreideförderungen der Welt. Das Kreidewerk „Vereinigte Kreidewerke Damman KG“ ist mit rd. 80 Mitarbeitern in Werk und Verwaltung der größte Arbeitgeber der Gemeinde. Zum Kreidewerk Damman gehören auch Kreidewerke in Lägerdorf und auf Rügen.
Weitere größere Arbeitgeber gibt es in der Gemeinde nicht. Es ist hauptsächlich eine Auspendlergemeinde. Die Gemeinde Söhlde versteht sich als Wohnstandort; die Anbindung an die kleineren Städte Salzgitter und Peine und die größeren wie Hildesheim, Braunschweig und Hannover über  B 1, B 444, mehrere Buslinien und die Bahnstrecke Hildesheim–Braunschweig ist somit sehr wichtig.
In der Ortschaft Hoheneggelsen befindet sich der Sitz der Volksbank Hildesheimer Börde, die über 17 Filialen (davon drei in der Gemeinde Söhlde) in Landkreis Hildesheim und Umgebung verfügt.
In der Nähe der Ortschaft Hoheneggelsen liegt die stillgelegte Sonderabfalldeponie Hoheneggelsen des Landes Niedersachsen.

## Freizeit und Kultur
In der Gemeinde Söhlde besteht eine Reihe von Vereinen. Für sportliche Aktivitäten sind mehrere Sport- und Turnhallen, Sportplätze, zwei Freibäder sowie eine Kleinschwimmhalle vorhanden.

## Verkehr
Söhlde liegt zwischen den Großstädten Braunschweig und Hildesheim, die mit dem Auto in ca. 15 Minuten erreichbar sind, ebenso wie die Städte Peine und Salzgitter. Die Bundesstraßen B 1 und B 444 stellen die Anbindung sowohl in West-Ost-Richtung als auch in Nord-Süd-Richtung her. Regionale Buslinien ergänzen die innerörtliche Erschließung und die Verbindung mit den Nachbarorten. Die Bahnstrecke Hildesheim–Braunschweig weist einen Bahnhof in der Siedlung Bahnhof Hoheneggelsen auf, die sich zwischen Hoheneggelsen und Groß Himstedt befindet. Auch der Bahnhof in Woltwiesche ist erreichbar.

## Persönlichkeiten
- Wilhelm Evers (1906–1983), deutscher Geograph und Hochschullehrer
- Gottfried Freiherr von Cramm (1909–1976), deutscher Tennisspieler
- Klaus Endruweit (1913–1994), Arzt in der NS-Tötungsanstalt Sonnenstein in Pirna,  nach dem Krieg Arzt in Söhlde-Bettrum.
- Heinrich Dammann (1924–2013), deutscher Unternehmer und Kommunalpolitiker
- Gerhard Hoyermann (1835–1911), Apotheker in Hoheneggelsen, Erfinder des Düngemittels Thomasmehl, Unternehmer, Mitglied des Preußischen Landtags 1883–1903 und 1907–1911 für die Nationalliberale Partei
- Otto Ohlendorf (1907–1951, hingerichtet), SS-Gruppenführer, Amtschef (SD-Inland) im Reichssicherheitshauptamt
- Hermann Warmbold (1876–1976), Landwirt, Agrarwissenschaftler, Manager und Politiker, Reichswirtschaftsminister
- Friedrich Deike (1931–2010), deutscher Politiker (SPD)